# Harrison Newey

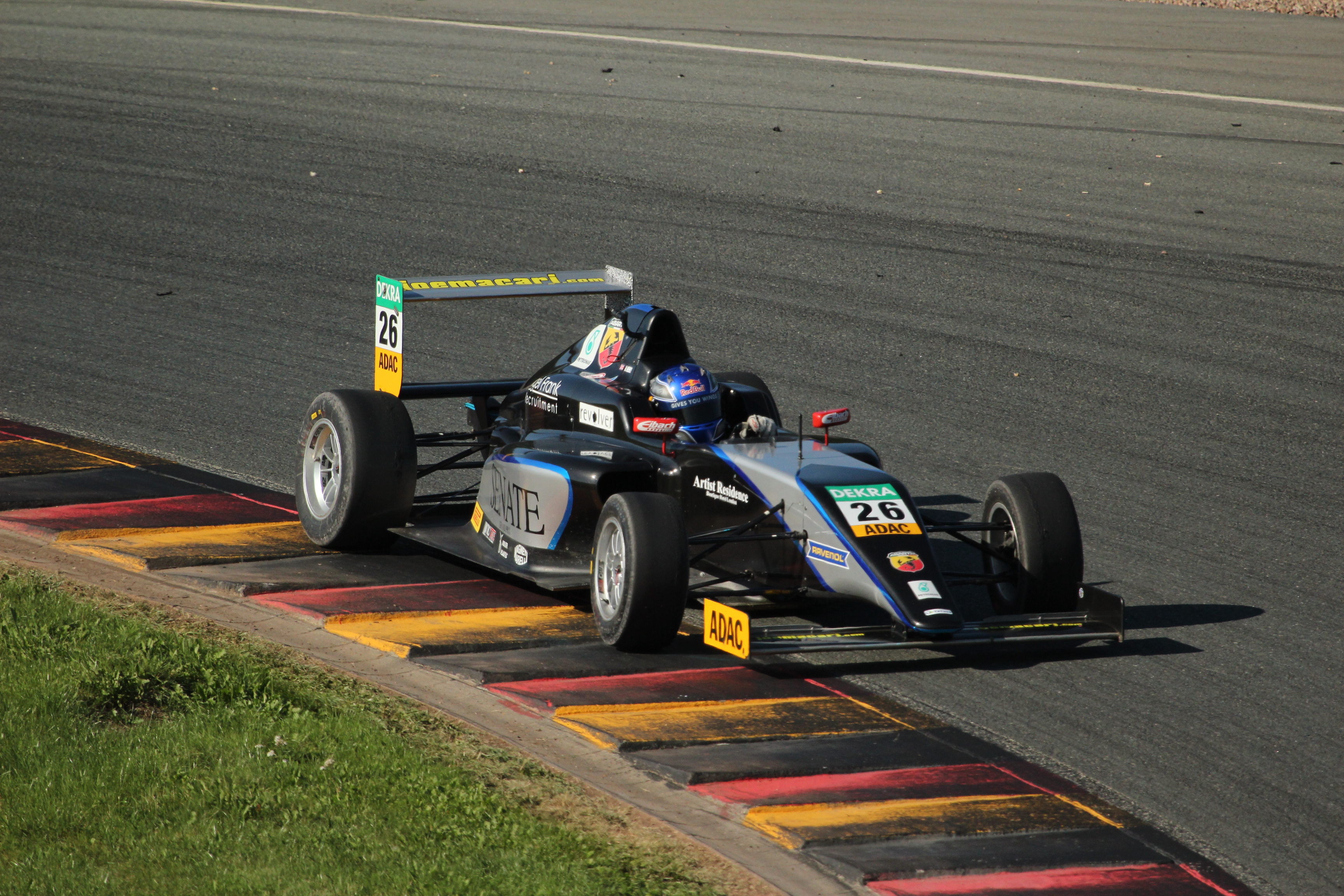
Harrison Newey auf dem Sachsenring in der deutschen Formel 4 Meisterschaft 2015

Harrison William Innes Newey (* 25. Juli 1998 in Oxford) ist ein britischer Automobilrennfahrer.

## Karriere
Newey begann seine Motorsportkarriere 2009 im Kartsport, in dem er bis 2014 aktiv war. Ende 2014 debütierte er im Formelsport und nahm an drei Rennen der Französischen Formel-4-Meisterschaft teil. Anschließend fuhr er für HHC Motorsport in der Herbstmeisterschaft der BRDC Formula 4 Championship. 2015 blieb Newey bei HHC Motorsport in der BRDC Formula 4 Championship. Newey gewann zwei Rennen und wurde mit 455 zu 592 Punkten Gesamtzweiter hinter seinem Teamkollegen Will Palmer. Darüber hinaus nahm Newey 2015 für Van Amersfoort Racing an sechs Veranstaltungen der deutschen Formel-4-Meisterschaft teil. Dabei erreicht er mit einem fünften Platz als bestem Ergebnis den 16. Gesamtrang. Im Winter 2015/16 trat Newey in der MRF Challenge Formel 2000 an. Er erzielte drei zweite Plätze und schloss die Saison auf dem fünften Rang ab.
2016 blieb Newey bei Van Amersfoort Racing und wechselte in die europäische Formel-3-Meisterschaft. Er schloss die Saison mit einem sechsten Platz als bestem Resultat auf dem 18. Platz der Gesamtwertung ab. 2016/17 trat Newey erneut in der MRF Challenge Formel 2000 an. Er gewann mit sieben Siegen und zwei weiteren Podestplatzierungen den Titel vor dem punktgleichen Joey Mawson. 2017 tritt Newey erneut mit Van Amersfoort Racing in der europäischen Formel-3-Meisterschaft an.
Im Jahr 2020 ging er als Privatfahrer in der DTM für das Team WRT an den Start.

## Persönliches
Neweys Vater Adrian Newey arbeitet als Ingenieur in der Formel 1 und verantwortete als technischer Direktor mehrere Weltmeistertitel.

## Statistik

### Karrierestationen
| - 2009–2014: Kartsport - 2014: Französische Formel-4-Meisterschaft (Platz 20) - 2014: BRDC Formula 4 Championship, Herbst (Platz 9) | - 2015: BRDC Formula 4 Championship (Platz 2) - 2015: Deutsche Formel 4 (Platz 16) - 2016: MRF Challenge Formel 2000 (Platz 5) | - 2016: Europäische Formel 3 (Platz 18) - 2017: MRF Challenge Formel 2000 (Meister) - 2017: Europäische Formel 3 |

### Einzelergebnisse in der deutschen Formel-4-Meisterschaft
| Jahr | Team                  | 1   | 2   | 3   | 4   | 5   | 6   | 7   | 8   | 9   | 10  | 11  | 12  | 13  | 14  | 15  | 16  | 17  | 18  | 19  | 20  | 21  | 22  | 23  | 24  | Punkte | Rang |
| ---- | --------------------- | --- | --- | --- | --- | --- | --- | --- | --- | --- | --- | --- | --- | --- | --- | --- | --- | --- | --- | --- | --- | --- | --- | --- | --- | ------ | ---- |
| 2015 | Van Amersfoort Racing | OS1 | OS1 | OS1 | SPI | SPI | SPI | SPA | SPA | SPA | LAU | LAU | LAU | NÜR | NÜR | NÜR | SAC | SAC | SAC | OS2 | OS2 | OS2 | HOC | HOC | HOC | 42     | 16.  |
| 2015 | Van Amersfoort Racing | 7   | 13  | 27  |     |     |     | DNF | 5   | 16  | 15  | DNF | 10  | DNF | 13  | 18  | 6   | 10  | 11  |     |     |     | 7   | 9   | 6   | 42     | 16.  |

| Legende  | Legende            | Legende                                                          |
| Farbe    | Abkürzung          | Bedeutung                                                        |
| -------- | ------------------ | ---------------------------------------------------------------- |
| Gold     | –                  | Sieg                                                             |
| Silber   | –                  | 2. Platz                                                         |
| Bronze   | –                  | 3. Platz                                                         |
| Grün     | –                  | Platzierung in den Punkten                                       |
| Blau     | –                  | Klassifiziert außerhalb der Punkteränge                          |
| Violett  | DNF                | Rennen nicht beendet (did not finish)                            |
| Violett  | NC                 | nicht klassifiziert (not classified)                             |
| Rot      | DNQ                | nicht qualifiziert (did not qualify)                             |
| Rot      | DNPQ               | in Vorqualifikation gescheitert (did not pre-qualify)            |
| Schwarz  | DSQ                | disqualifiziert (disqualified)                                   |
| Weiß     | DNS                | nicht am Start (did not start)                                   |
| Weiß     | WD                 | zurückgezogen (withdrawn)                                        |
| Hellblau | PO                 | nur am Training teilgenommen (practiced only)                    |
| Hellblau | TD                 | Freitags-Testfahrer (test driver)                                |
| ohne     | DNP                | nicht am Training teilgenommen (did not practice)                |
| ohne     | INJ                | verletzt oder krank (injured)                                    |
| ohne     | EX                 | ausgeschlossen (excluded)                                        |
| ohne     | DNA                | nicht erschienen (did not arrive)                                |
| ohne     | C                  | Rennen abgesagt (cancelled)                                      |
| ohne     | keine WM-Teilnahme |                                                                  |
| sonstige | P/fett             | Pole-Position                                                    |
| sonstige | 1/2/3/4/5/6/7/8    | Punktplatzierung im Sprint-/Qualifikationsrennen                 |
| sonstige | SR/kursiv          | Schnellste Rennrunde                                             |
| sonstige | *                  | nicht im Ziel, aufgrund der zurückgelegten Distanz aber gewertet |
| sonstige | ()                 | Streichresultate                                                 |
| sonstige | unterstrichen      | Führender in der Gesamtwertung                                   |

### Einzelergebnisse in der europäischen Formel-3-Meisterschaft
| Jahr | Team                  | Motor    | 1   | 2   | 3   | 4   | 5   | 6   | 7   | 8   | 9   | 10  | 11  | 12  | 13  | 14  | 15  | 16  | 17  | 18  | 19  | 20  | 21  | 22  | 23  | 24  | 25  | 26  | 27  | 28  | 29  | 30  | Punkte | Rang |
| ---- | --------------------- | -------- | --- | --- | --- | --- | --- | --- | --- | --- | --- | --- | --- | --- | --- | --- | --- | --- | --- | --- | --- | --- | --- | --- | --- | --- | --- | --- | --- | --- | --- | --- | ------ | ---- |
| 2016 | Van Amersfoort Racing | Mercedes | LEC | LEC | LEC | HUN | HUN | HUN | PAU | PAU | PAU | SPI | SPI | SPI | NOR | NOR | NOR | ZAN | ZAN | ZAN | SPA | SPA | SPA | NÜR | NÜR | NÜR | IMO | IMO | IMO | HOC | HOC | HOC | 22     | 18.  |
| 2016 | Van Amersfoort Racing | Mercedes | 9   | DNF | 14  | 12  | 12  | 10  | 15  | DNF | 14  | 8   | 16  | 11  | DNF | DNF | 10  | 19  | 12  | 18  | 6   | 12  | 12  | 14  | 11  | 11  | 9   | 8   | DNF | 15  | 18  | 12  | 22     | 18.  |
| 2017 | Van Amersfoort Racing | Mercedes | SIL | SIL | SIL | MNZ | MNZ | MNZ | PAU | PAU | PAU | HUN | HUN | HUN | NOR | NOR | NOR | SPA | SPA | SPA | ZAN | ZAN | ZAN | NÜR | NÜR | NÜR | SPI | SPI | SPI | HOC | HOC | HOC | 106    | 11.  |
| 2017 | Van Amersfoort Racing | Mercedes | 6   | 10  | 9   | 17  | DNF | 15  | 6   | 4   | 4   | 6   | 18  | 18  | 5   | 7   | 15  | 7   | 13  | 9   | 10  | 4   | 7   | 12  | 8   | 6   | 19  | 12  | 11  | 14  | 14  | 17  | 106    | 11.  |

### Le-Mans-Ergebnisse
| Jahr | Team       | Fahrzeug     | Teamkollege     | Teamkollege | Platzierung | Ausfallgrund |
| ---- | ---------- | ------------ | --------------- | ----------- | ----------- | ------------ |
| 2018 | SMP Racing | Dallara P217 | Wiktor Schaitar | Norman Nato | Rang 14     |              |